# Kappel (Niedereschach)
Kappel ist ein Stadtteil von Niedereschach im Schwarzwald-Baar-Kreis in Baden-Württemberg.

## Wappen
Beschreibung: In Silber auf grünem Boden eine rote Kapelle mit blauem Dach.

## Geographie
Kappel ist eine Siedlung auf der ersten Talseite der südlichen Eschach mit kleinem haufendorfartigem Kern und Erweiterungsachse nach Nordwesten entlang zweier parallel laufender Straßen. Südlicher Ortsteil mit Gewerbegebiet auf der rechten Talseite. Neubauten im Süden, Norden und Nordwesten. Es liegt 3 km südwestlich von Niedereschach.

## Geschichte
Kappel wurde 1086 als Capeila erstmals erwähnt. Bei Erstnennung traten Richart von Kappel und dessen gleichnamiger Sohn als Zeugen einer Urkunde für Kloster Sankt Georgen auf. Eine örtliche Adelsfamilie ist bei Vergabungen an das Kloster Salem 1167 und 1183 belegt. 1476 erkaufte St. Georgen einen Teil des Ortes von Rottweiler Bürgern, 1511 überließen Villinger Bürger ihre Rechte an Kappel ebenfalls den Benediktinern. Als Besitzer der Ortschaft erscheinen 1544 der Abt von St. Georgen und Jakob von Freiberg. Zu diesem Zeitpunkt wurde ein Schloss in Kappel genannt, welches wohl im Besitz der von Freiberg stand, die 1566 kurzfristig eine Hälfte an die Stadt Rottweil veräußerten. Bis 1806 blieb es im Klosteramt St. Georgen, dann gelangte es in das württembergische Oberamt Rottweil. Durch den Grenzvertrag zwischen Württemberg und Baden kam es 1810 an das Großherzogtum Baden, wo es sich dann in dem Bezirksamt Villingen befand.
Seit dem 1. Januar 1974 ist es ein Teil der Gemeinde Niedereschach.

## Verwaltung
Zur ehemaligen Gemeinde Kappel gehören das Dorf Kappel, das Gehöft Winkelhof (Im Winkel) und das Haus Dobel.